# Estados Unidos en los Juegos Olímpicos de Lake Placid 1932
Estados Unidos estuvo representado en los Juegos Olímpicos de Lake Placid 1932 por un total de 64 deportistas, 58 hombres y 6 mujeres, que compitieron en 7 deportes.
El portador de la bandera en la ceremonia de apertura fue el piloto de bobsleigh Billy Fiske.

## Medallistas
El equipo olímpico estadounidense obtuvo las siguientes medallas:
| Nombre                                                  | Deporte               | Competición  |
| ------------------------------------------------------- | --------------------- | ------------ |
| Oro                                                     |                       |              |
| Curtis Stevens Hubert Stevens                           | Bobsleigh             | Doble M      |
| Eddie Eagan Billy Fiske Clifford Gray Jay O'Brien       | Bobsleigh             | Cuádruple M  |
| Jack Shea                                               | Patinaje de velocidad | 500 m M      |
| Jack Shea                                               | Patinaje de velocidad | 1500 m M     |
| Irving Jaffee                                           | Patinaje de velocidad | 5000 m M     |
| Irving Jaffee                                           | Patinaje de velocidad | 10000 m M    |
| Plata                                                   |                       |              |
| Percy Bryant Henry Homburger Edmund Horton Paul Stevens | Bobsleigh             | Cuádruple M  |
| Equipo                                                  | Hockey sobre hielo    | Torneo M     |
| Beatrix Loughran Sherwin Badger                         | Patinaje artístico    | Parejas      |
| Eddie Murphy                                            | Patinaje de velocidad | 5000 m M     |
| Bronce                                                  |                       |              |
| John Heaton Robert Minton                               | Bobsleigh             | Doble M      |
| Maribel Vinson                                          | Patinaje artístico    | Individual F |